# 鄒凱
鄒 凱（すう がい/ゾウ・カイ：1988年2月25日 - ）は、中国・四川省瀘州市出身の男子体操競技選手。得意種目は床と鉄棒。2008年北京オリンピック金メダリスト。

## 略歴
1992年に4歳で体操を始め、1994年に四川省代表チーム入りし2002年に国家代表に選抜された。これまで中国が苦手にしていた鉄棒に強く、2006年と2007年の世界選手権の団体優勝に貢献した。2008年北京オリンピックでは団体総合と床、鉄棒の3種目で金メダルを獲得。
その後も世界選手権で種目別メダルを獲得している。